# Начальное управление Олега

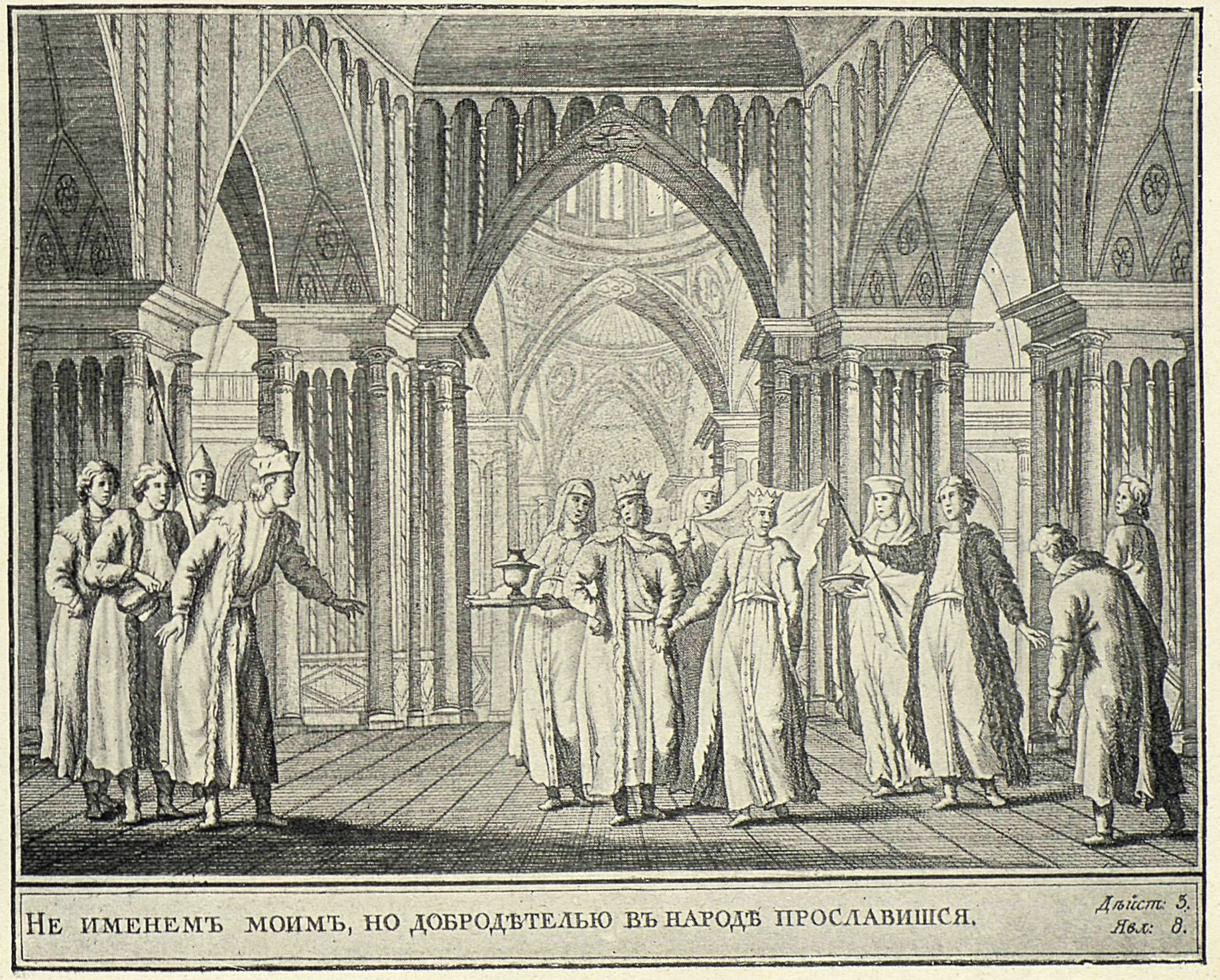
Сцена из постановки спектакля

Начальное управление Олега (подзаголовок: Подражание Шакеспиру без сохранения феатральных обыкновенных правил) — сочинение для музыкального театра (оригинальное обозначение жанра: «историческое представление») в пяти актах, грандиозный национально-патриотический проект императрицы Екатерины II. Премьера спектакля состоялась 22 октября 1790 г. в Эрмитажном театре Санкт-Петербурга.
Либретто по большей части было написано самой императрицей; в нём также использовались стихи М. В. Ломоносова, русские народные стихи, а также русские переводы из «Альцесты» Еврипида. Первоначально музыку к представлению должен был писать Д. Чимароза, однако его музыкальные пробы (особенно неудачный хор к Третьему акту) императрице не понравились. В результате музыку в «Начальному управлению» написали три композитора: Карло Каноббио, Василий Пашкевич и Джузеппе Сарти.
Каноббио принадлежат антракты и марш. В антрактах Каноббио использовал обработки русских песен «Что пониже было города Саратова», «Заинька, попляши», «Камаринская» (парадоксально решённая композитором в стилистике менуэта) и др. Сарти написал музыку для пятого действия, в том числе четыре хора на оды Ломоносова. Второй хор «Царей и царств земных отрада» позже исполнялся как отдельное произведение и стал в некотором роде образцом торжественных российских песнопений рубежа XVIII—XIX веков. Пашкевич написал ряд свадебных хоров.
Роскошная партитура (in folio, с иллюстрациями) «Начального управления» была напечатана в Санкт-Петербурге в 1791 году. Помимо музыки она содержит важное «Объяснение на музыку Господином Сартием», в котором Сарти даёт свою концепцию античного музыкального театра и излагает принципы воплощения античной музыки (в том числе, звучания лиры и авлоса) в данном сочинении. Среди авторского материала Сарти любопытно использование так называемой «оды Пиндара», которую композитор считал подлинной древнегреческой музыкой, на деле же эта мелодия — музыкальная мистификация, искусная выдумка Афанасия Кирхера.

## Издание
- Начальное управление Олега. [Партитура]. СПб.: Типография Горного училища, 1791.